# Gary Sherman (réalisateur)
Gary Sherman est un réalisateur américain né en 1945 à Chicago.

## Filmographie partielle
- 1972 : Le Métro de la mort (Death Line)
- 1981 : Réincarnations (Dead & Buried)
- 1982 : La Descente aux enfers (Vice Squad)
- 1986 : Mort ou vif (Wanted: Dead or Alive)
- 1988 : Poltergeist 3
- 1990 : Lisa (en)